# تاد مونتگومری
تاد مونتگومری (انگلیسی: Todd Montgomery) یک فیلم‌بردار پورنوگرافی اهل ایالات متحده آمریکا است.